# 曹山街道
曹山街道，是中华人民共和国安徽省蚌埠市龙子湖区下辖的一个街道办事处。

## 行政区划
曹山街道下辖以下地区：
龙河社区、工农社区、幸福村社区、幸福村和马村。